# 三塘镇 (南宁市)
三塘镇，是中华人民共和国广西壮族自治区南宁市兴宁区下辖的一个乡镇级行政单位。位于三塘镇的南宁市高峰市场是中国国内最大的八角批发市场，日出货或达300吨。

## 行政区划
三塘镇下辖以下地区：
四塘社区、四塘煤矿社区、平垌煤矿社区、里罗煤矿社区、三塘社区、三塘村、那况村、围村、大邓村、那陀村、福禄村、路东村、降桥村、那笔村、同仁村、建新村、六村和创新村。